# Volksabstimmung in Schweden 1994 über den Beitritt zur Europäischen Union

Beitrittsverhandlungen zur EU 1992–94:

Am 13. November 1994 wurde in Schweden eine konsultative, d. h. nicht bindende Volksabstimmung über den Beitritt des Landes zur Europäischen Union abgehalten. Bei einer Wahlbeteiligung von 83,3 % stimmten 52,3 % für den Beitritt und 46,8 % dagegen. Am 1. Januar 1995 wurde Schweden Mitgliedsstaat der Europäischen Union.

## Vorgeschichte
Nach dem Zerfall der Sowjetunion und der Auflösung des sowjetisch dominierten Ostblocks in den Jahren 1990 bis 1992 hatte sich eine grundlegend neue politische Lage in Europa ergeben. Eine zweite bedeutende Veränderung war der Abschluss des Vertrags von Maastricht 1992/1993, der eine engere politische und wirtschaftliche Integration der Staaten der Europäischen Gemeinschaft (ab 1992 Europäische Union) beinhaltete. Schweden war im Zweiten Weltkrieg neutral geblieben und hatte in den Jahrzehnten des Kalten Krieges eine Politik der strikten Blockfreiheit betrieben, obwohl es von seinem Gesellschafts- und Wirtschaftssystem her zu den marktwirtschaftlich organisierten Demokratien westlichen Musters gehörte. Das Land war im Gegensatz zu seinem Nachbarn Norwegen nicht Mitglied der NATO geworden und war auch außerhalb der 1957 gegründeten Europäischen Wirtschaftsgemeinschaft geblieben.
Vor dem Hintergrund der epochalen Veränderungen in Europa änderte sich jedoch die Stimmung in der schwedischen Öffentlichkeit und bei den politisch Verantwortlichen in Schweden. Am 1. Juli 1991 sandte der sozialdemokratische Ministerpräsident Ingvar Carlsson einen Brief an den amtierenden Präsidenten des Ministerrats der Europäischen Gemeinschaften, den niederländischen Außenminister Hans van den Broek, in dem er die Aufnahme Schwedens in die Europäischen Gemeinschaften beantragte. Das Hauptargument für die EU-Mitgliedschaft waren die erwarteten wirtschaftlichen Vorteile. Im März 1992 folgten Finnland und im Dezember 1992 Norwegen mit Aufnahmeanträgen. Der schwedische Antrag wurde kurz vor der Reichstagswahl 1991 gestellt, bei der die Sozialdemokraten deutliche Verluste erlitten und die Regierung an eine Koalition bürgerlicher Parteien unter Premierminister Carl Bildt abgeben mussten. Diese führte anschließend die Verhandlungen mit der EU über den Beitritt fort. Meinungsumfragen im Jahr 1991 suggerierten, dass eine klare Mehrheit der Bevölkerung den EU-Beitritt befürwortete. Bis zum Juni 1992 kam es jedoch zu einem deutlichen Rückgang der Zustimmung. Die Beitrittsbefürworter gerieten in die Minderheit und erlangten erst wieder im September 1994 eine knappe Mehrheit in den Umfragen.

## Der Weg zum Referendum
Formal war für den EU-Beitritt keine Volksabstimmung nötig. Nach dem Grundgesetz zur Regierungsform von 1974 (Regeringsformen) waren landesweite konsultative (Art. 4 Abs. 1) sowie Verfassungsreferenden (Art. 15 Abs. 3) möglich. Im benachbarten Norwegen hatte der Storting die Abhaltung einer Volksabstimmung zur Frage des EU-Beitritts beschlossen, und Dänemark hatte zwei Volksabstimmungen 1992 und 1993 zum Vertrag von Maastricht abgehalten. Die schwedische Regierung konnte daher nicht zurückstehen und beraumte ebenfalls eine Volksabstimmung über die Frage des Beitritts an. Am 9. Juni 1994 beschloss der schwedische Reichstag das Gesetz zur Volksabstimmung und legte den Abstimmungstermin auf den 13. November 1994 fest.

## Wahlkampf und Positionen vor dem Referendum
| Partei                                                       | Für  | Gegen |
| ------------------------------------------------------------ | ---- | ----- |
| Zentrumspartei                                               | 18 % | 58 %  |
| Grüne                                                        | 15 % | 73 %  |
| Christdemokraten                                             | 18 % | 54 %  |
| Neue Demokratie                                              | 27 % | 52 %  |
| Sozialdemokraten                                             | 16 % | 52 %  |
| Linkspartei                                                  | 15 % | 84 %  |
| Konservative                                                 | 60 % | 15 %  |
| Liberale                                                     | 49 % | 24 %  |
| Gesamt                                                       | 26 % | 45 %  |
| Meinungsumfrage des Statistischen Zentralbüros November 1993 |      |       |

Unter den Regierungen der vier Beitrittskandidatenstaaten wurde vereinbart, die Volksabstimmungen in der Abfolge Österreich – Finnland – Schweden – Norwegen, d. h. vom proeuropäischsten Land bis zum EU-skeptischsten Land durchzuführen, in der Hoffnung, dass proeuropäische Abstimmungsergebnisse in einem Land die Position der Beitrittsbefürworter bei den folgenden Abstimmungen stärken würden. Dieser Effekt trat zwar ein, war jedoch deutlich geringer als erwartet. Das deutliche Ja-Votum in Österreich für den EU-Beitritt (66 % am 12. Juni 1994) beeinflusste die Entscheidungen in den skandinavischen Staaten kaum, und das positive Votum Finnlands (56,9 % am 16. Oktober 1994) hatte ebenfalls nur geringen Einfluss auf die Wahlentscheidung in Schweden.
Wie auch im benachbarten Finnland war die öffentliche Debatte vor der Volksabstimmung von einer beitrittsfreundlichen Haltung der Parteispitzen geprägt, die jedoch nur teilweise von den Parteianhängern mitgetragen wurde. Das betraf vor allem die Sozialdemokraten, die seit der Wahl 1994 wieder eine Minderheitsregierung unter Ministerpräsident Ingvar Carlsson bildeten. Die Konservativen und Liberalen hatten schon seit langem einen europafreundlichen Standpunkt eingenommen und die Parteiführungen von Zentrumspartei und Christdemokraten sprachen sich offiziell für den Beitritt aus. Gegen den Beitritt waren die Linkspartei und die Grünen, die bei der Wahl 1994 6,2 % und 5,0 % der Stimmen erreicht hatten. Der schwedische Arbeitgeberverband trat entschieden für den Beitritt ein. Auch der Bauernverband setzte sich im Unterschied zu Norwegen und Finnland für die Mitgliedschaft ein. Bei den Gewerkschaften ergab sich ein uneinheitliches Bild. Einige sprachen sich für, andere gegen die Mitgliedschaft aus. Befürworter der Mitgliedschaft argumentierten vor allem mit den angenommenen wirtschaftlichen Vorteilen, während die Gegner vor allem Gefahren für den schwedischen Wohlfahrtsstaat und den Verlust an demokratischer Selbstbestimmung sahen. Die internationale Sicherheitslage spielte in der Debatte keine größere Rolle. Beide Seiten waren im Allgemeinen um eine ausgewogenen Darstellung der Argumente bemüht und hatten vergleichbare Ressourcen zur Verfügung, um ihre Standpunkte über öffentliche Medien deutlich zu machen.

## Abstimmungsfrage und Abstimmungsergebnis

### Abstimmungsfrage
„Riksdagen har beslutat att det ska hållas en folkomröstning om svenskt medlemskap i Europeiska unionen (EU). Omröstningen gäller om Sverige skall bli medlem i EU enligt det avtal som förhandlats fram mellan Sverige och EU:s medlemsstater.
Anser du att Sverige bör bli medlem i EU i enlighet med avtalet mellan Sverige och EU:s medlemsstater?“

„Der Reichstag hat beschlossen, dass eine Volksabstimmung über die Mitgliedschaft Schwedens in der Europäischen Union (EU) abgehalten wird. Die Abstimmung bezieht sich darauf, ob Schweden gemäß dem zwischen Schweden und den EU-Mitgliedstaaten ausgehandelten Abkommen Mitglied der EU wird.
Denken Sie, dass Schweden gemäß dem Abkommen zwischen Schweden und den EU-Mitgliedstaaten Mitglied der EU werden sollte?“

### Ergebnis

Ergebnis der Volksabstimmung nach Gemeinden

| Auswahl                                  | Stimmen   | Prozent |
| ---------------------------------------- | --------- | ------- |
| Ja-Stimmen                               | 2.833.721 | 052,3 % |
| Nein-Stimmen                             | 2.539.132 | 046,8 % |
| Leere Stimmzettel                        | 48.937    | 00,9 %  |
| Gültige Stimmen                          | 5.421.790 | 100,0 % |
| Abgegebene Stimmen                       | 5.424.487 | 083,3 % |
| Wahlberechtigte                          | 6.510.055 | 100,0 % |
| Quelle: Statistischer Jahresbericht 1997 |           |         |

## Beurteilung und weitere Entwicklung
Im Ergebnis ergab sich landesweit eine relativ knappe Mehrheit der Beitrittsbefürworter. Dabei zeigte sich ein deutliches Stadt-Land-Gefälle. Die Zustimmung zum EU-Beitritt war in den südwestlichen Stimmbezirken am höchsten, besonders in Malmö (66,4 %) und Umgebung und im Umkreis der Hauptstadt Stockholm (61,3 %). Die Gemeinde mit der höchsten Zustimmung (80,5 %) war Danderyd bei Stockholm und die mit der geringsten (17,7 %) Strömsund in Lappland. Im dünner besiedelten Norden stimmte eine deutliche Mehrheit gegen den Beitritt. Wahlanalysen zeigten, dass die Zustimmung zum Beitritt parallel ging zum formalen Bildungsgrad und zum Einkommen. Außerdem stimmten Männer deutlich häufiger für den Beitritt als Frauen.
Infolge des Abstimmungsergebnisses ratifizierte der schwedische Reichstag am 23. November 1994 mit großer Mehrheit von 293 Ja-Stimmen bei lediglich 17 Enthaltungen der Abgeordneten der Grünen den Beitrittsvertrag. Am 1. Januar 1995 trat Schweden der EU bei.